# Свобода слова в Росії
Свобода слова в Росії — конституційне право громадян Росії вільно збирати, зберігати, використовувати і поширювати інформацію будь-яким законним способом та фактичний стан щодо можливостей користуватися цим правом. Свобода слова в Росії гарантується Конституцією Росії, але окремі підзаконні акти та заходи російських силових структур призводять до істотного скорочення гарантованих прав та можливостей.
За даними на липень 2010 року у Росії було зареєстровано понад 93 тисяч ЗМІ, з них 90 відсотків — це недержавні ЗМІ, а решта 10% (більше 9 тисяч) — державні. При цьому більшість недержавних ЗМІ перебувають під жорстким контролем владних структур, а окремі з них є недержавними лише номінально, оскільки непрямо фінансуються державою.
У 2000 році, згідно з опитуваннями, 78% росіян вважали, що свобода слова є, з них 22% вважали, що свобода слова надмірна, 25% заявляли, що свобода слова — нормальна, 31% — що обмежена. 12% — що свобода слова відсутня, ще 10% не змогли відповісти.
За даними Левада-Центру частка росіян, які вважають, що «влада Росії веде наступ на свободу слова і обмежує незалежні засоби масової інформації», становила у 2000 році 30%, в 2005 ця частка знизилася до 27%, а в 2007 році — до 26%.

## Законодавча база
Російська конституція забезпечує свободу слова і преси, проте застосування законодавства урядом, бюрократичне регулювання та політично вмотивовані кримінальні розслідування змусили пресу застосовувати самоцензуру, обмежуючи висвітлення певних суперечливих питань, що призвело до порушення цих прав. За даними Human Rights Watch, російський уряд здійснює контроль над громадянським суспільством шляхом вибіркового виконання закону, обмежень і осуду.

## Цензура та самоцензура

### Закон про «фейкові новини» та закон про «неповагу до влади»
2019 року Росія запровадила нову постанову, яку зазвичай називають «законом про фейкові новини», яка передбачає кримінальну відповідальність за публікації, що містять «неправдиву» інформацію», а також думки, що демонструють «неповагу до суспільства, влади, державних символів, конституції та державних установ». Постанову критикували за нечіткі формулювання, що допускають вибіркове застосування, наприклад, проти політичної опозиції.
2020 року під час пандемії COVID-19 «Нова газета» була оштрафована на 60 тис. рублів за новим законом про «фейкові новини» за заперечення офіційно заявленої статистики смертності.

## Практика обмеження свободи слова
- Блокування інтернет-сервісів у Росії